# Johann Gottlob Leidenfrost
Johann Gottlob Leidenfrost (Rosperwenda, 27. studenoga 1715. – Duisburg, 2. prosinca 1794.) bio je njemački fizičar i teolog koji je prvi opisao znanstvenu pojavu eponimski nazvanu Leidenfrostovim učinkom.

## Životopis

### Osobni život i djelatnost
Johann Gottlob Leidenfrost rođen je u Rosperwendi. Njegov je otac, Johann Heinrich Leidenfrost, bio vrlo poznati ministar. Inače se malo zna o Leidenfrostovu životu prije njegove akademske karijere.
Leidenfrost je prvo pohađao Sveučilište Gießen gdje je studirajući teologiju slijedio očeve stope. Ubrzo je zamijenio svoju dotadašnju akademsku usredotočenost medicinom, koju će pohađati na Sveučilištu Liepzig i Sveučilištu Halle.
Godine 1741. obranio je doktorski rad na medicini, temeljen na dobro prihvaćenoj raspravi o kretanju ljudskog tijela, izvorno naslovljen ˝Harmonious Relationship of Movements in the Human Body˝ (Harmonijski odnos kretnji u ljudskom tijelu). 
Nakon zaključka tih akademskih studija, Leidenfrost je proveo nekoliko godina putujući te uknjižavajući u prvom Silesijanskom ratu kao terenski fizičar.
Leidenfrost je 1743. prihvatio ponuđeno mjesto profesora na Sveučilištu Duisburg, a 1745. oženio se Annom Corneliom Kalckhoff iz Duisburga. Johann i Anna su imali sedmero djece, uključujući Johannu Ulricke (1752. – 1819.), koja je poznata kao žena znamenitog njemačkog teologa, Christiana Kraffta. Kao dodatak podučavanju medicine, fizike i kemije u Sveučilištu Duisburg, Leidenfrost je radio i kao sveučilišni rektor, uz što je održavao privatnu medicinsku praksu.
Godine 1756. Leidenfrost je postao članom Berlinske akademije znanosti. Za života je Leidenfrost objavio više od 70 rukopisa, uključujući ˝De Aquae Communis Nonnullis Qualitatibus Tractatus˝ (1756.)  (Rasprava o pojedinim kvalitetama obične vode) u kojem je po prvi put opisan danas zvan Leidenfrostov učinak (iako je pojavu uočio Herman Boerhaave već 1732.). Leidenfrost je umro 2. prosinca 1794. u Duisburgu, točno dvjesto godina nakon znamenitog Gerardusa Mercatora.